# Phrynobatrachus uzungwensis
Phrynobatrachus uzungwensis är en groddjursart som beskrevs av Alice G.C. Grandison och Howell 1984. Phrynobatrachus uzungwensis ingår i släktet Phrynobatrachus och familjen Phrynobatrachidae. IUCN kategoriserar arten globalt som sårbar. Inga underarter finns listade i Catalogue of Life.